# Archives de musique traditionnelle irlandaise
Les Archives de musique traditionnelle irlandaise (anglais : Irish Traditional Music Archive ; irlandais : Taisce Cheol Dúchais Éireann), abrégé ITMA, fondé en 1987, est un établissement public irlandais, à but non lucratif, regroupant et gérant les archives spécialisées dans la chanson, la musique instrumentale et la danse traditionnelles irlandaises, et leur histoire. L'ITMA est implanté à Dublin, au 73 Merrion Square.

## Champ d'application
Le champ d'intérêt de l'ITMA recouvre les traditions d'interprétation de l'île d'Irlande et de la diaspora irlandaise - Grande-Bretagne, États-Unis, Australie, etc. - et celles de tous les interprètes de musique irlandaise traditionnelle au travers le monde.
Par leur approche des traditions irlandaises, et de celles s'y rapportant, ces archives définissent la musique traditionnelle d'une façon large et globale.

## Objet
Les buts de l'ITMA sont de :
- rassembler tous les matériaux significatifs de musique traditionnelle irlandaise et collecter les musiques traditionnelles d'autres pays[3]. Ce but est atteint au travers de dons, de copies ou d'achats de matériaux, et au moyen d'un plan d'enregistrement audio et vidéo sur le terrain et dans les studios de l'ITMA. Ce plan d'action a enregistré plus de 1 400 interprètes depuis 1993, et a, de plus, mémorisé des conférences, des récitals en publics et des concerts, et bien d'autres événements musicaux traditionnels.

- préserver ces éléments en toute sécurité pour les générations présentes et futures. Les archives utilisent pour ce faire les techniques de reliure, la duplication sur support papier, la numérisation dans différents formats, et la conservation spécialisée sous forme physique ou numérisée de tous les supports. L'ITMA a reçu le prix Best Collection Care de la Fondation Gulbenkian Museums and Archives.

- organiser les informations et matériaux détenus par les archives. Ce but est atteint par les techniques classiques de facilitation d'accès, de référencement, de catalogage et d'indexation. Depuis ses débuts, l'ITMA a bénéficié des progrès de l'informatique, et ses possessions sont organisées par un système informatique en réseau sans précédent dans le monde. La numérisation de l'information est un des aspects les plus importants du travail de ces archives, et devrait ouvrit la porte à une dissémination grandissante par l'intermédiaire d'Internet.

- rendre le plus accessible possible les matériaux et informations à un large public, en en garantissant la préservation, et dans la limite des droits sur la propriété intellectuelle et des ressources des archives. Les visiteurs ont ainsi un accès sans restriction aux documents s'ils se rendent aux locaux de l'ITMA, et dans une moindre mesure, par téléphone, fax, poste et Internet. L'information est également disponible au travers des conférences et des émissions de radio, des expositions et des publications. enfin l'ITMA collabore dans cet ordre d'idée avec d'autres organisations engagées dans les domaines de la représentation artistique, de l'enseignement, de la radiodiffusion, de l'édition et de l'archivage. L'ITMA déclare soutenir vigoureusement les traditions vivantes, les artistes et événements traditionnels contemporains, ainsi que l'étude de l'histoire de la musique irlandaise.

## Collections
L'ITMA conserve et préserve la plus grande collection multimédia existante d'éléments de musique traditionnelle irlandaise. Ses possessions recèlent plus de :
- 29 000 enregistrements sonores commerciaux et non commerciaux ;
- 20 000 livres et publications ;
- 12 000 photographies et negatifs ;
- 9 000 mélodies numérisées ;
- 7 000 partitions de mélodies ;
- 3 000 programmes ;
- 2 000 cassettes vidéo et DVD ;
- et une masse d'autres matériaux tels qu'affiches, prospectus et catalogues.

Les archives conservent également la plus grande quantité d'informations jamais rassemblées concernant la musique traditionnelle irlandaise, contemporaine et historique, organisée en des bases données numérisées, des catalogues et des répertoires. Plus d'un demi-million d'entrées ont été cataloguées à ce jour, faisant de ces archives un stockage centralisé de données inestimable.

## Donations et acquisitions
Le fonds d'archives a acquis ses dimensions actuelles grâce au support de nombreux donateurs individuels ou d'institutions. Le point de départ, et qui en constitue encore aujourd'hui le cœur, en est la collection Breandán Breathnach, du nom du célèbre collecteur décédé en 1985, qui à l'époque de sa mort, avait rassemblé plus de 6 000 airs, publiés à partir de 1963. Grâce à ses efforts, de nombreux airs ont été sauvegardés, et il est reconnu comme une figure majeure de la préservation et de la continuité de la musique irlandaise.
L'ITMA a depuis acquis d'autres archives de la part de collecteurs institutionnels tels que la BBC, Raidió Teilifís Éireann, TG4, la bibliothèque nationale d'Irlande, la bibliothèque Bodléienne, la bibliothèque du Congrès, la British Library ou la bibliothèque publique de Boston.

## Publications
Livres
L'ITMA a édité deux publications majeures, provenant de collections de manuscrits historiques portant sur la musique traditionnelle irlandaise, Tunes of the Munster Pipers : Irish Traditional Music from the James Goodman Manuscripts, réunissant 500 mélodies datant d'avant la famine irlandaise, éditées par Hugh Shields à partir d'éléments conservés par le Trinity College de Dublin, et The Irish Music Manuscripts of Edward Bunting (1773–1843): An Introduction and Catalogue par Dr Colette Moloney, un guide de 1 000 mélodies et 500 chants (XVIIIe et début XIXe siècles), détenus par l'Université Queen's de Belfast.
CD
Plus récemment, un CD, Adam in Paradise (par le chanteur Eddie Butcher du comté de Londonderry), a été publié.
Émissions radio et télévisuelles
L'ITMA collabore également avec RTÉ Raidió na Gaeltachta et Raidió Teilifís Éireann, radio et télévision nationales, pour deux projets importants : collectage, copie, remastorisation et indexage d'enregistrements radiodiffusés depuis 1940 (plus de 15 000 éléments ont été formatés à ce jour), et recherche des émissions télévisuelles relatives à la musique irlandaise traditionnelle à la RTÉ Television pour la période 1961-1991, et d'autres archives telles que celles d'Ulster Television (Belfast).
Le directeur des archives a présenté l'émission télévisuelle Come West along the Road issue de ce travail de collectage. Après douze séries, s'ajoutant à neuf autres présentées par TG4 pour l'émission Siar an Bóthar, plus de 900 interprètes historiques de musique traditionnelle irlandaise ont été montrés à l'écran pour un total de 270 émissions, ainsi qu'en une cassette vidéo et deux CD produits par RTÉ. Ces émissions sont suivies par une audience toujours croissante de plus de 250 000 téléspectateurs.
Expositions itinérantes
Deux expositions audiovisuelles itinérantes ont été produites. La première, The Northern Fiddler, montre par des images, des textes et des enregistrements, des fiddlers des comtés de Donegal et de Tyrone des années 70, collectés par Allen Feldman et Eamonn O’Doherty.
Cette exposition fut créée pour l'ouverture du centre de musique traditionnelle de Dublin, et s'est produite depuis, entre autres, au Fowler Museum de l'université de Californie à Los Angeles et à la Glucksman Ireland House de l'université de New York.
La seconde exposition, They Love Music Mightily, fruit de la collaboration entre le Ulster Folk and Transport Museum et l'ITMA, montre des interprètes contemporains en Irlande. Elle s'est produite, par exemple, au Musée national d'Irlande à Dublin, au Fermanagh County Museum d'Enniskillen, au Glór Irish Music Centre d'Ennis et au Millennium Forum de Derry.

## Accès
L'ITMA est installée au 73 Merrion Square à Dublin, dans un immeuble victorien, et est ouvert au public. La documentation est consultable gratuitement, et les services sont assurés en anglais et en irlandais.
La documentation est également consultable sur Internet, et des informations sont délivrées par téléphone, poste et fax.

## Administration
L'ITMA est une Private company limited by guarantee (en), membre de l'International Association of Sound and Audiovisual Archives (en), du Museums, Libraries and Archives Council (en) et d'autres organisations nationales et internationales similaires.
L'administration de l'institution est dirigée par un conseil d'administration de douze directeurs, choisis pour leur expérience en tant qu'interprètes, collecteurs, animateurs de radio, archivistes, financiers, marketing et gestionnaires, et renouvelables par tiers annuellement par vote.
L'ITMA fut fondé en 1987 et est le résultat d'initiatives prises par la communauté musicale traditionnelle et d'une décision de l'Arts Council of Ireland (en) (An Chomhairle Ealaíon) qui appointa le premier conseil d'administration et présida à sa première constitution. Il reçoit des subsides annuellement de l'Arts Council of Ireland ainsi que de l'Arts Council of Northern Ireland (en) (Belfast), sans oublier les donateurs individuels. Des sponsors, tels que l'Heritage Council, l'Ireland Newfoundland Partnership, le Mícheál Ó Domhnaill Trust et le Temple Bar Cultural Trust participent également à son financement. Il reçoit également des fonds de la part de l'Office of Public Works (en).